# Nazionale di ginnastica artistica femminile della Russia
La nazionale di ginnastica artistica femminile della Russia è la squadra che rappresenta la Russia nei concorsi internazionali di ginnastica artistica femminile; è composta dalle migliori 6 ginnaste della nazione più una ginnasta di riserva, scelte in base al ranking nazionale, che elenca le 28 migliori ginnaste: tra queste, le 6 migliori rappresentano il paese in tutte le competizioni internazionali.
Per le Olimpiadi, le ginnaste sono scelte attraverso un concorso pre-olimpico, che definisce, tra le sedici, le sei concorrenti e tre sostitute.

## Rosa attuale
| Ginnasta             | Luogo e data di nascita         | Società      |
| -------------------- | ------------------------------- | ------------ |
| Ekaterina Kramarenko | San Pietroburgo, 22 aprile 1991 | Dinamo Mosca |
| Ksenija Afanas'eva   | Tula, 13 settembre 1991         | CSKA Mosca   |
| Alija Mustafina      | Egor'evsk, 30 settembre 1994    | CSKA Mosca   |
| Viktorija Komova     | Voronež, 30 gennaio 1995        | Dinamo Mosca |
| Marija Paseka        | Mosca, 19 luglio 1995           | Dinamo Mosca |
| Anastasija Grišina   | Mosca, 16 gennaio 1996          | CSKA Mosca   |
| Polina Fëdorova      | 4 febbraio 1996                 |              |
| Anna Rodionova       | Joškar-Ola, 21 novembre 1996    |              |
| Alla Sosnickaja      | Mosca, 10 aprile 1997           | CSKA Mosca   |
| Evgenija Šelgunova   | 3 agosto 1997                   | CSKA Mosca   |
| Dar'ja Spiridonova   | Mosca, 8 luglio 1998            | CSKA Mosca   |
| Viktorija Kuz'mina   | 24 ottobre 1998                 | CSKA Mosca   |
| Marija Charenkova    | Rostov sul Don, 29 ottobre 1998 |              |

## Storia
La nazionale russa di ginnastica artistica nasce l'anno seguente alle Olimpiadi di Barcellona 1992, a cui aveva partecipato la Squadra Unificata.
La prima medaglia femminile per la Russia viene vinta al volteggio ai mondiali di Birmingham 1993, in Gran Bretagna.
Durante gli anni novanta ebbe notevole successo Svetlana Khorkina, che partecipò a cinque edizioni dei mondiali, vincendo quattordici medaglie. Leonid Arkaev, il CT delle nazionali maschile e femminile di ginnastica artistica di questo periodo, ha collezionato circa 400 medaglie dai suoi atleti, di cui 150 d'oro, diventando uno degli allenatori di maggior successo al mondo.

### Rose olimpiche
Atlanta 1996Dina Kočetkova, Rozalia Galiyeva, Svetlana Chorkina, Elena Groševa, Eugenia Kuznetsova, Oksana Ljapina, Elena Dolgopolova
Sydney 2000Svetlana Chorkina, Ekaterina Lobaznjuk, Elena Produnova, Anastasija Kolesnikova, Elena Zamolodčikova, Anna Čepeleva
Atene 2004Ljudmila Ežova, Svetlana Chorkina, Marija Krjučkova, Anna Pavlova, Elena Zamolodčikova, Natal'ja Ziganšina
Pechino 2008Ekaterina Kramarenko, Anna Pavlova, Ksenija Semënova, Ksenija Afanas'eva, Svetlana Kliukina, Lyudmila Grebenkova
Londra 2012Ksenija Afanas'eva, Anastasija Grišina, Viktorija Komova, Alija Mustafina, Marija Paseka, DTN: Valentina Rodionenko
Rio de Janeiro 2016Angelina Mel'nikova, Alija Mustafina, Marija Paseka, Dar'ja Spiridonova, Seda Tutchaljan

### Rose del Trofeo Città di Jesolo
Jesolo 2010Ksenija Semënova, Ekaterina Kurbatova, Ramilija Musina, Tat'jana Solovjova, Tat'jana Nabieva, Anna Mizdrikova
Jesolo 2011Julija Belokobilskaja, Christina Kruglikova, Diana Sapranova, Julija In'šina, Marija Stepanova, Ekaterina Kurbatova
Jesolo 2012Anastasija Grišina, Anna Rodionova, Julija In'šina, Iulija Belokobilskaja
Template:Nazionale russa GAF Jesolo 2017